# John William Harper
Korporaal John William Harper (Hatfield, 6 augustus 1916 - Merksplas, 29 september 1944) was een Britse soldaat. Hij kreeg het Victoria Cross (VC), de hoogste en meest prestigieuze onderscheiding voor dapperheid in het aangezicht van de vijand. Hij verloor zijn leven te Merksplas-Kolonie.

## Heldendaad

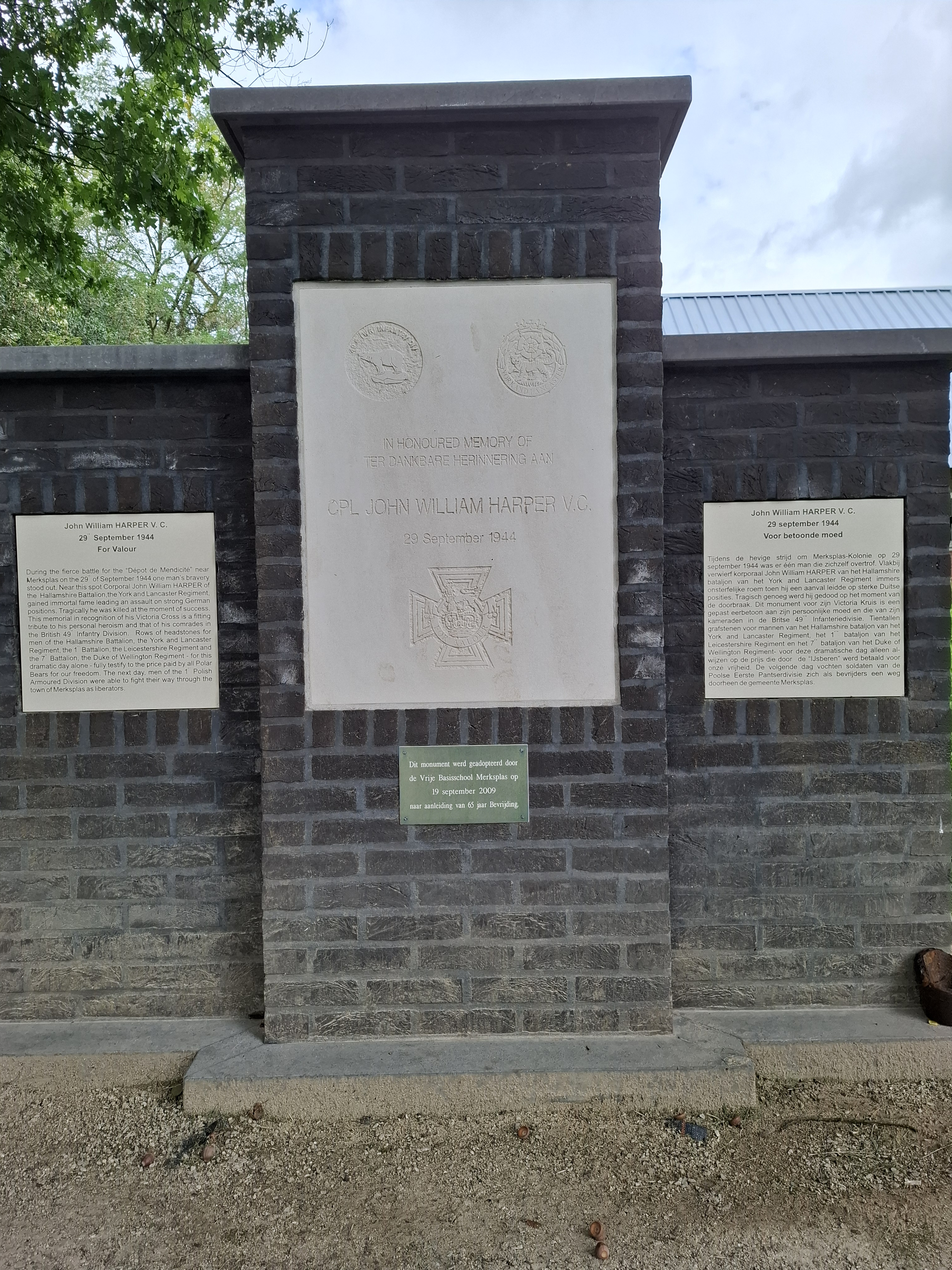
Oorlogsmonument ter ere van John William Harper

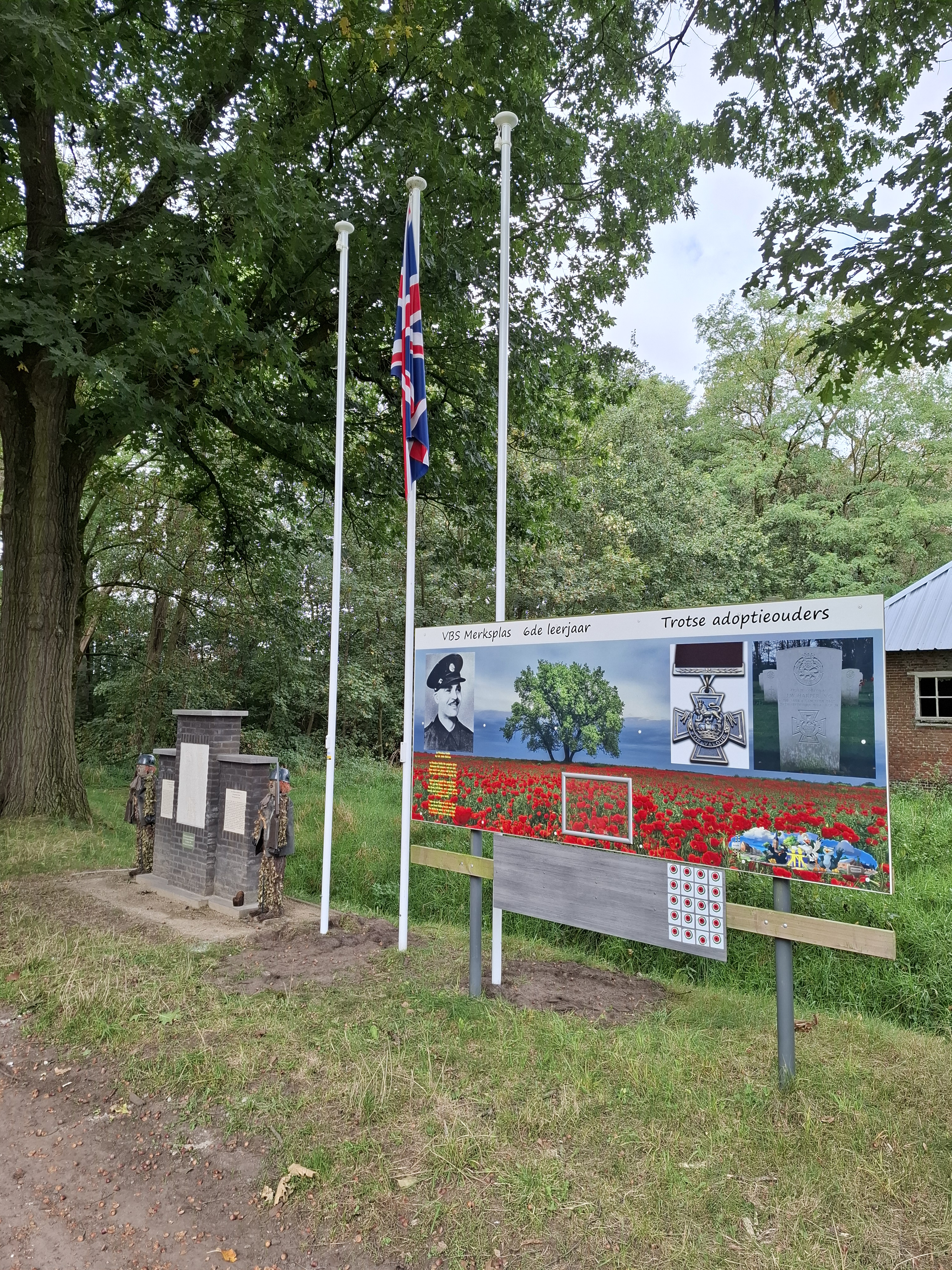
Plaats van eer voor korporaal John William Harper in Merksplas-Kolonie

Op 29 september 1944, tijdens een aanval op Merksplas-Kolonie  van het Hallamshire Bataljon van het York and Lancaster Regiment van de 49e (West Riding) Infanteriedivisie, leidde korporaal Harper zijn sectie over 300 meter volledig onbeschut terrein. Hij sneuvelde tijdens de strijd, maar de verovering van zijn positie was grotendeels te danken aan zijn zelfopoffering.
Merksplas-Kolonie was een sterke natuurlijke verdedigingspositie, omringd door een antitankgracht met een aarden wal, stevig in handen van de vijand. Korporaal John William Harper leidde de voorste sectie in deze aanval. De vijand was goed ingegraven en had een perfect schootsveld over 300 meter volledig open en vlak terrein. Zonder enige acht te slaan op de regen van mortiergranaten en geweervuur dat op hen werd afgevuurd, leidde korporaal Harper zijn sectie recht op de wal af. Hij slaagde erin om de vijand op de dichtstbijzijnde zijde van de wal te doden of gevangen te nemen. Tijdens deze operatie raakte de pelotonscommandant ernstig gewond, waarop Harper de leiding over het peloton op zich nam.
Terwijl de vijand aan de andere kant van de aarden wal granaten begon te gooien, klom Harper in zijn eentje over de wal. Ondanks het zware vuur van dichtbij, wist hij persoonlijk de Duitse troepen die direct tegenover hem stonden te overmeesteren. Hij nam vier gevangen en schoot op de resterende vijanden terwijl zij vluchtten.
Ondanks het voortdurende zware spervuur dat het gebied bestreek, stak Harper opnieuw alleen de wal over om te onderzoeken of zijn peloton door de gracht verderop kon waden. Toen hij ontdekte dat de gracht te diep en te breed was om over te steken, keerde hij terug over de wal en kreeg hij bevel om zijn peloton aan de andere kant van de vijandige wal te vestigen. Voor de derde keer klom hij alleen over de wal, ontdekte enkele lege Duitse schuttersputten, en terwijl hij dekking gaf, moedigde hij zijn sectie aan om de wal te beklimmen en in die schuttersputten dekking te zoeken. Na deze actie konden zij voldoende vuurdekking geven, zodat de rest van de compagnie dat nog achter hen was, het open terrein kon oversteken en de wal kon beklimmen, met slechts één man verlies.
Daarna droeg Harper het bevel van zijn peloton over aan zijn senior sectiecommandant en ging alleen langs de oevers van de dijk om een oversteekplaats te zoeken, ondanks het zware spervuur. Uiteindelijk maakte hij contact met een ander bataljon dat rechts van hem aanviel en ontdekte dat zij een doorwaadbare plaats hadden gevonden. Harper keerde terug over het open terrein om zijn compagniecommandant naar de doorwaadbare plaats te leiden. Tijdens deze terugtocht werd hij echter dodelijk getroffen door een kogel en stierf hij aan de oever van de dijk.
Het succes van het bataljon in het verdrijven van de vijand van de muur en hen terug over de dijk te dwingen, kan grotendeels worden toegeschreven aan de buitengewone zelfopoffering en inspirerende moed van korporaal Harper. Zijn ongelooflijke moed, onverschrokkenheid en toewijding aan zijn plicht gedurende de gehele slag gaven een prachtig voorbeeld aan zijn mannen en hadden een beslissende invloed op het verloop van de operatie.
Zijn Victoria Cross wordt bewaard in het York & Lancaster Regiment Museum in Rotherham, South Yorkshire, Engeland.
Zijn stoffelijk overschot ligt nu op de oorlogsbegraafplaats in Leopoldsburg, nabij Limburg, België, perceel nr. 5, rij B, graf nr. 15.

## Monument
Voor hem werd een monument opgericht te Merksplas-Kolonie.